# Iván Hernández Carrillo
Iván Hernández Carrillo (Colón, 24 de mayo de 1971) es un activista pro derechos humanos cubano. Bibliotecario y periodista, es más conocido por su condición de disidente y preso de conciencia del Grupo de los 75 de la Primavera Negra de Cuba.
Ha sido galardonado con Premio Libertad Pedro Luis Boitel 2009, que fue creado por el físico e intelectual rumano Gabriel Andreescu en 2001 con el respaldo de ocho organizaciones de derechos humanos de Rumanía, Serbia, Eslovaquia, Hungría, Polonia y la República Checa, entre ellas el Instituto para la Democracia en Europa del Este y a los que se unieron desde el 2003 organizaciones de América Latina, con el propósito de reconocer a líderes de la oposición interna cubana. También con el Premio Democracia de la National Endowment for Democracy (NED).
En el mes de febrero de 2013, fue elegido miembro del Consejo Coordinador de la Unión Patriótica de Cuba (UNPACU), una concertacion política nacional. Pasados unos días, tras el restablecimiento de relaciones y negociaciones entre los gobiernos de Cuba y Estados Unidos de América, el 17 de diciembre de 2015, algo que dividió en cuanto a los puntos de vistas de las principales figuras dentro de la Nueva UNPACU, se decidió deshacer la coalición política por un tiempo y siempre en términos amistosos, razón por la que Hernández Carrillo renunció a su cargo de Coordinador de Relaciones Internacionales de la UNPACU y retorno a su responsabilidad como líder sindicalista a nivel nacional.

## Historia
Iván Hernández Carrillo estudios de Sistemas de Computación en una escuela tecnológica, siendo expulsado por sus actividades antigubernamentales. En 1992, con solo 21 años, es condenado a 2 años de cárcel con la acusación de "propaganda enemiga y desacato a la figura de Fidel Castro". Sale de prisión en 1994 y se incorpora al Partido Solidaridad Democrática hasta el 1999, año en que ingresa en el Partido por la Democracia Pedro Luis Boitel, ocupando el cargo de Secretario de Relaciones Internacionales. Este Partido era y aun es presidido por Félix Navarro Rodríguez, otro preso del Grupo de los 75 de la Primavera Negra de Cuba. También es Presidente Honorario de la Confederación Obrera Nacional Independiente de Cuba.
En 1996 se vincula a la prensa independiente como corresponsal en Matanzas del Buró de Prensa Independiente de Cuba (BPIC). En el año 2002 trabaja para la agencia Independiente Patria, una de las agencias de prensa independiente del proyecto Nueva Prensa Cubana, como corresponsal en Colón, Matanzas, de donde es oriundo. Dirige la Biblioteca Independiente Juan Gualberto Gómez II. 
Cuando es hecho preso se encontraba soltero y era el único sostén de su abuela, con la cual vivía.
En su informe AMR 25/017/2003, Amnistía Internacional, concluía: «Según la información de que dispone Amnistía Internacional, Iván Hernández era hostigado en repetidas ocasiones mediante detenciones breves, registros domiciliarios y citaciones para interrogarlo. Por ejemplo, parece ser que la policía lo visitó en dos ocasiones en enero de 1997, lo detuvo en febrero de 1997 y lo detuvo de nuevo en noviembre de 1999. El 23 de junio de 2002 fue detenido, al parecer, junto con otros miembros de su grupo para impedirles asistir a una reunión del Partido por la Democracia “Pedro Luis Boitel” en el municipio de Perico. Fue detenido el 18 de marzo de 2003. En el juicio se presentaron como pruebas acusatorias un ordenador supuestamente enviado desde Estados Unidos y facturas de dinero supuestamente recibido, por la biblioteca privada. Testigos de la fiscalía declararon que visitaban su casa automóviles del cuerpo diplomático».
Estas detenciones de 1997 ilegales de 1997 fueron reportadas también por la Comisión de Derechos Humanos de las Naciones Unidas, en su informe A/52/479, denominado "Situation of human rights in Cuba" y en el informe E/CN.4/1998/69, denominado "QUESTION OF THE VIOLATION OF HUMAN RIGHTS AND FUNDAMENTAL FREEDOMS IN ANY PART OF THE WORLD, WITH PARTICULAR REFERENCE TO COLONIAL AND OTHER DEPENDENT COUNTRIES AND TERRITORIES".

### Preso de Conciencia
Fue detenido durante la ola de represión lanzada por el gobierno cubano contra la disidencia en la Primavera Negra de Cuba, en 2003, y condenado a 25 años de prisión. Perteneciendo al Grupo de los 75, fue entonces considerado internacionalmente como un preso de conciencia encarcelado por ejercer su derecho a la libertad de expresión, asociación y reunión.
En su informe E/CN.4/2005/33 de 2005, las Comisión de Derechos Humanos de las Naciones Unidas, tras recibir y examinar todas las pruebas y cargos de Iván Hernández Carrillo, determina que fue sentenciado a la privación de libertad 25 años en particular por poseer un ordenador de Estados Unidos: «Iván Hernández Carrillo, journalist in the independent agency Patria, 25 years’ imprisonment under Act No. 88. He is accused in particular of possessing a computer from the United States.», lo que mantiene en su informe E/CN.4/2006/33, de 2006, y en su informe A/HRC/4/12, de 2007.

#### En la cárcel
La estancia en prisión de Iván Hernández Carrillo fue seguida por numerosas organizaciones. Como periodista, Reporters Sans Frontières informó y detalló su estancia en prisión. Así mismo Amnistía Internacional lo hizo con todo detalle. Por otro lado la Comisión de Derechos Humanos de las Naciones Unidas hizo lo propio, como la organización Human Rights Watch. Numerosas otras ONG, gobiernos e instituciones siguieron de cerca la situación de este joven periodista.
Tras ingresar en prisión, el 15 de mayo de 2003 se supo que Iván Hernández Carrillo y dos compañeros suyos prisioneros de conciencia, Mario Enrique Mayo y Omar Ruiz Hernández, estaban sometidos a un régimen de detención de "máximo rigor". Encerrados solos en sus celdas, Iván Hernández y Mario Enrique Mayo solo estaban autorizados a recibir visitas de sus familiares cada cuatro meses. El 3 de junio, a sus familias se les negó el acceso a la cárcel, a pesar de que era un día de visita, que fue aplazada al 11 de julio. Los familiares de Omar Ruiz Hernández no podrían visitarle hasta el mes de agosto. Según recogía Reporters Sans Frontières, en la cárcel de Holguín, a los presos políticos se les privaba de las visitas conyugales, a las que teóricamente tienen derecho. El 15 de agosto inician los tres mencionados disidentes una huelga de hambre en prisión. La huelga comenzó por iniciativa de Mario Enrique Mayo cuando las autoridades carcelarias impidieron a Maydelín Guerra Álvarez, esposa del periodista, que le entregara una cesta con provisiones y medicamentos. Mario Enrique Mayo sufría hemorragias desde hacía varios días y había pedido al director de cárcel una mejora en la alimentación; petición que el director rechazó.
El 17 de octubre de 2003, Iván Hernández Carrillo fue encerrado en una celda de castigo, según explicó Reporters Sans Frontières, «simplemente por protestar contra la negativa de las autoridades penitenciarias a tratarle, ya que padece hipertensión arterial». Esto provoca que los presos de conciencia y periodistas Adolfo Fernández Sainz y Mario Enrique Mayo, así como de los disidentes Antonio Díaz Sánchez, Alfredo Domínguez Batista, Angel Moya Acosta y Arnaldo Ramos Lauzurique inicen una huelga de hambre. Robert Ménard, secretario general de Reporters Sans Frontières, declaraba que «esta nueva huelga de hambre está provocada por las deplorables condiciones en que se encuentran detenidos los presos de conciencia».
Sobre estos mismos hechos, Amnistía Internacional relataba en su informe AMR 25/005/2004:«El 17 de octubre de 2003, según informes, [Iván Hernández Carrillo] fue recluido en una celda de castigo por criticar en voz alta al gobierno y acusar a las autoridades penitenciarias de no facilitarle atención médica para su hipertensión. En respuesta a esta medida, Iván Hernández inició una huelga de hambre en la que participaron otros seis presos de conciencia. Según los informes recibidos, por lo general las condiciones en este tipo de celdas distan mucho de cumplir las normas internacionales.......El 18 de octubre de 2003 Antonio Díaz, Mario Enrique Mayo Hernández, Ángel Juan Moya Acosta, Arnaldo Ramos Lauzerique, Juan Adolfo Fernández Sainz y Alfredo Rodolfo Domínguez Batista se unieron a una huelga de hambre para protestar contra la reclusión en una celda de castigo, el 17 de octubre, de otro recluso, Iván Hernández Carrillo, por criticar en voz alta al gobierno, según informes, y acusar a las autoridades penitenciarias de negarle asistencia médica. Los informes indican también que por lo general las condiciones en este tipo de celdas distan mucho de cumplir las normas internacionales. El 6 de noviembre, cinco familiares de los huelguistas, todos ellos mujeres, se desplazaron a la prisión de Holguín para interesarse por la salud de sus parientes. Según informes, no les permitieron hablar personalmente con ninguno de ellos, pero funcionarios de la prisión les dijeron que habían puesto fin a la huelga de hambre ese mismo día. Según los informes recibidos, los funcionarios les prometieron que se permitiría a los reclusos telefonear a sus casas el 10 de noviembre, pero no se recibió ninguna llamada...»
En su reclusión, el caso de Iván Hernández Carrillo fue muy notorio por sufrir, además, el alejamiento de sus familiares en Matanzas a más de 500 km de distancia, en un país donde Santiago de Cuba, la capital de la isla más alejada de Colón, en la provincia de Matanzas, donde residía la familia de Iván Hernández Carrillo, se encuentra a 676 km. Sobre este alejamiento forzado de Iván Hernández Carrillo se refirió Amnistía Internacional en su informe AMR 25/002/2005, de 18 de marzo de 2005, dos años después del inicio de su período carcelario: «Amnistía Internacional ya ha manifestado su preocupación anteriormente por la práctica [del gobierno cubano] de encarcelar a los presos en centros ubicados a gran distancia de sus lugares de residencia. Esta práctica contraviene el Principio 20 del Conjunto de Principios para la protección de todas las personas sometidas a cualquier forma de detención o prisión. Los casos que causan preocupación a Amnistía Internacional actualmente incluyen... los de los presos de conciencia encarcelados en prisiones ubicadas a más de 500 km de sus hogares –Antonio Ramón Díaz Sánchez, Juan Adolfo Fernández Sáinz, José Daniel Ferrer García, Iván Hernández Carrillo, Normando Hernández González–...».
El 4 de enero de 2006 fue trasladado a la Prisión El Pre, en la central ciudad de Santa Clara y posteriormente a Guamajal-Hombres, también en Santa Clara, provincia de Villa Clara, a 116 km de su Colón natal.
Durante toda su estancia en prisión y en años posteriores la salud de Iván Hernández Carrillo se iba deteriorando, y tal y como reportaba Human Rights Watch en 2009, en numerosas ocasiones le reportaba a su familia que «le daban poco alimento y en mal estado, y que cuando lo comía le producía fuertes dolores de estómago. También le comentó que la provisión de agua de la cárcel estaba contaminada y que había desarrollado parásitos varias veces. Hernández, al igual que muchos de los 50 reclusos con los cuales compartía su celda, sufría una infección por estafilococos y erupciones, afecciones que atribuía a la falta de higiene y a que todos los compañeros de celda usaban un único baño.»
Desde la prisión de Guamajal, en Santa Clara, denunció constante hostigamiento por parte de los carceleros de dicho penal.
No obstante, consiguió trasladar algunos artículos en los cuales refrendaba su espíritu luchador y denunciaba con todo lujo de detalles la situación que estaba viviendo en las cárceles de Cuba.
El 3 de junio de 2010, el gobierno cubano comienza a acercar a determinados presos de conciencia a cárceles más cercanas a sus lugares de origen. Iván Hernández carrillo pasaría de la prisión de Villa Clara a Matanzas, a 105 km de distancia de Colón, su hogar familiar.

## Premios
El 25 de septiembre de 2009, en prisión, recibe el Premio Libertad Pedro Luis Boitel, que fue creado por el físico e intelectual rumano Gabriel Andreescu en 2001 con el respaldo de ocho organizaciones de derechos humanos de Rumanía, Serbia, Eslovaquia, Hungría, Polonia y la República Checa, entre ellas el Instituto para la Democracia en Europa del Este y a los que se unieron desde el 2003 organizaciones de América Latina, con el propósito de reconocer a líderes de la oposición interna cubana. Ante la imposibilidad de recibirlo en persona, Lázaro de la Paz Abella fue el encargado de recoger el galardón en nombre de Iván Hernández.
También en 2009, el 24 de junio, recibe el Premio Democracia de la National Endowment for Democracy (NED)

## Liberación
Iván Hernández Carrillo, tras la gran repercusión mediática de la huelga de hambre y sed realizada durante 135 días por Guillermo Farinas, al ser dejado morir el también prisionero político Orlando Zapata, que logró la solidaridad de gran parte de la opinión pública internacional, el gobierno cubano liberó a 116 prisioneros políticos, a los que les dio la posibilidad del destierro. Ivan Hernández se negó reiteradamente a su expulsión de Cuba como contrapartida a su liberación, fue excarcelado por fin en Cuba y con licencia extrapenal, el 19 de febrero de 2011. Tan sólo quedaban en las prisiones 6 de los 75 presos de conciencia, que conformaban el Grupo de los 75.

## Activismo reciente
Desde su salida de prisión, Iván Hernández Carrillo ha mantenido e incluso potenciado su activismo por las libertades civiles, y como consecuencia ha sido detenido y/o llevado a prisión en innumerables ocasiones, sin cargos formales, y liberado de igual manera. Las detenciones su suceden cuando Iván Hernández y otros activistas se disponen a acudir a un acto concreto o reunión, siguiendo, como determina en el año 2012 y 2013 la Comisión de Derechos Humanos de las Naciones Unidas en su documento «UA G/SO 214 (67-17) Assembly & Association (2010-1) G/SO 214 (107-9) G/SO 214 (3-3-16)», un «un patrón de arrestos y detenciones arbitrarias, y en algunos casos violentas, de defensores de los derechos humanos en Cuba», referenciado en el también documento de Naciones Unidas A/HRC/22/67.
Iván Hernández Carrillo, en febrero de 2013, fue nombrado Miembro del Consejo Coordinador de la Unión Patriótica de Cuba (UNPACU), y ocupó el cargo de Coordinador de Relaciones Internacionales, organización que lidereaba al conjunto de la disidencia y con presencia ahora en toda Cuba, gracias a la incorporación de la organización FANTU, de Guillermo Fariñas ganador del Premio Sajarov del Parlamento Europeo, Elizardo Sánchez Santacruz-Pacheco, 8 de los 12 presos del Grupo de los 75 que no se exiliaron al extranjero y numerosas personalidades de la disidencia cubana. Sin embargo, Ivan Hernández junto a otros reconocidos opositores noviolentos dejó sus responsabilidades en la UNPACU, a partir del mes de diciembre de 2014, debido a las diferencias de opiniones entre los más altos responsables de la misma, ante el hecho histórico de las nuevas relaciones entre los gobiernos de Estados Unidos de América y Cuba.
En noviembre de 2018 Iván Hernández Carrillo conforma como fundador la sección de Cuba de la organización Prisoners Defenders, denominada Cuban Prisoners Defenders.